# Golf von Davao
Der Golf von Davao liegt im Osten der Insel Mindanao und gehört somit zum Inselstaat der Philippinen. Er hat den Charakter einer großen Bucht, da er von der Landmasse der Insel Mindanao fast komplett umschlossen wird.

## Geographie
Umgeben ist der Golf von Davao von den Gebirgszügen der Provinz Sarangani im Westen und Südwesten, vom Bergzug des Apo im Norden und Nordwesten und den Gebirgszügen in Davao del Norte und der Halbinsel San Augustin auf seiner östlichen Seite, auf dieser liegt der Gebirgszug des Hamiguitan. An ihn grenzen die philippinischen Provinzen Davao del Sur, Davao del Norte, Davao de Oro und Davao Oriental.
Die größten Inseln im Golfgewässer sind Samal Island und die Insel Talikud.
Davao City ist der größte und bedeutendste Hafen an seiner Küste, die Stadt Tagum die zweitgrößte. Die Insel Island Garden City of Samal ist 800 Meter von Davao entfernt und mit Fähren erreichbar. Der 61,06 km² große marine Nationalpark Mabini Protected Landscape and Seascape liegt im nordöstlichen Teil des Golfes.

## Statistik
Der Golf hat eine Gesamtfläche von 6.600 km² und eine Küstenlinie von über 500 km. Seine durchschnittliche Tiefe beträgt 17 m.

## Wirtschaftsfaktoren
Die Stadt Davao City und das Gebiet um den Golf von Davao haben sich im IT-Bereich den Spitznamen Silicon Gulf verdient, da in der jüngeren Vergangenheit gerade in der Gegend entlang des Golfes viele Firmen dieser Branche entstanden sind oder sich dort angesiedelt haben.
Das Gewässer des Golfes ist reich an Fischen, Korallen und Meeresfrüchten.
Neben Milchfischen bietet der Golf von Davao reichhaltige Fischgründe und Vorkommen an Thunfischen, Garnelen und Krabben. An den Küsten finden sich zahlreiche Sandstrände, Korallenriffe, aber auch versunkene Schiffswracks aus dem Zweiten Weltkrieg.
Er ist damit sowohl für die Fischerei als auch für den Tauch- und Badetourismus von zunehmend größerer Bedeutung. Da seine Gewässer von Delfinen wie auch Walen durchquert werden, sind Wal-Sichtungstouren eine gerne angebotene Attraktion.